# Tim Holt
Charles John "Tim" Holt III (Beverly Hills, 5 februari 1919 - Shawnee, 15 februari 1973) was een Amerikaanse acteur. Hij was een populaire westernster in de jaren 40 en begin jaren 50 en verscheen in 46 "B"-westerns die werden uitgebracht door RKO Pictures. Hij wordt echter vooral herinnerd vanwege zijn rollen in The Magnificent Ambersons en The Treasure of the Sierra Madre.

## Biografie

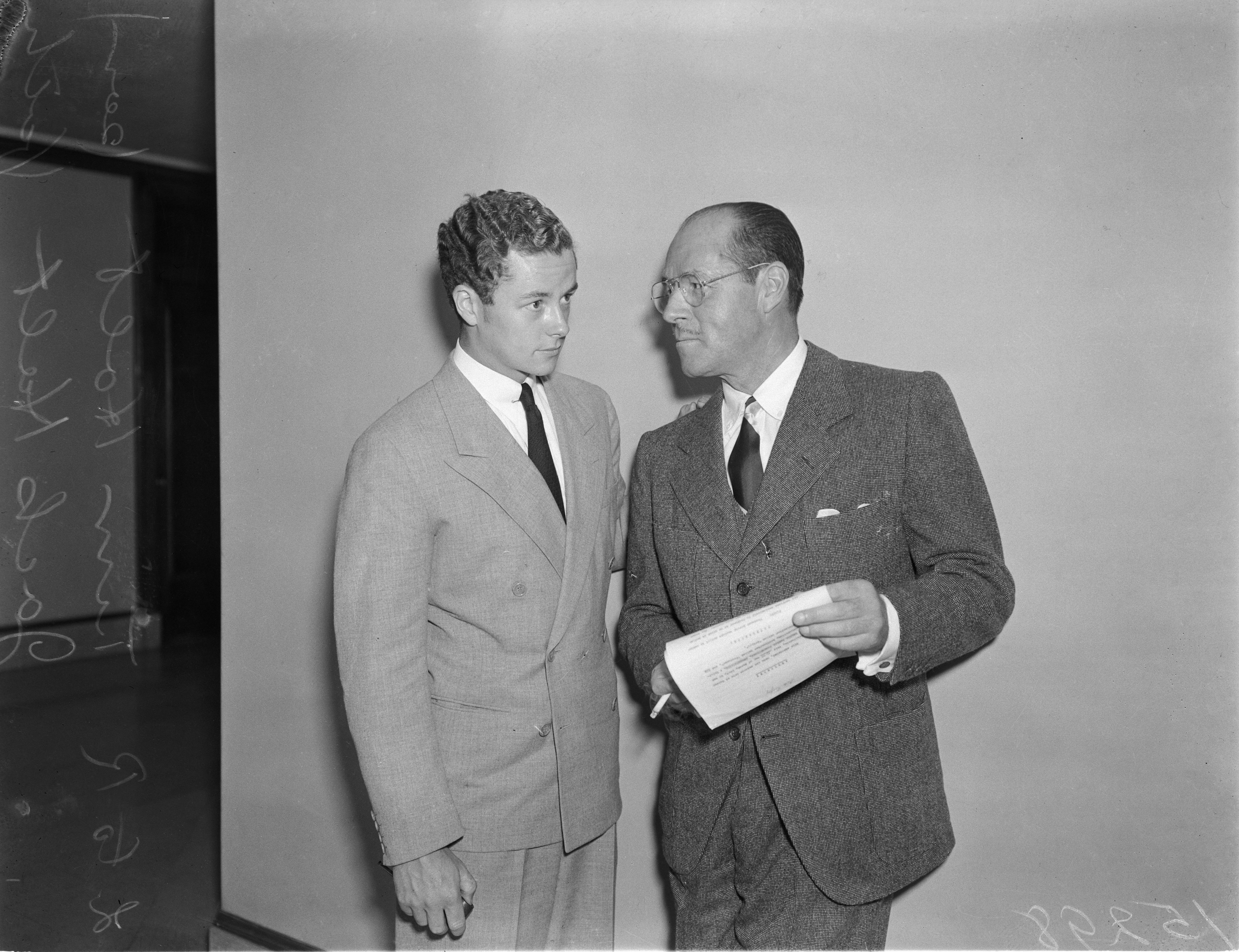
Tim Holt en zijn vader Jack

Holt werd op 5 februari 1919 geboren als Charles John Holt III in Beverly Hills (Californië), als zoon van acteur Jack Holt en Margaret Woods. Hij is de oudere broer van actrice Jennifer Holt. Als kind vergezelde hij zijn vader vaak op locatie en was zelfs ooit te zien in een van diens stomme films. Holt volgde een opleiding aan de Culver Military Academy in Culver (Indiana), waar hij in 1936 afstudeerde. Een van zijn klasgenoten was regisseur Budd Boetticher.  Direct na zijn afstuderen ging hij werken in de filmindustrie van Hollywood.

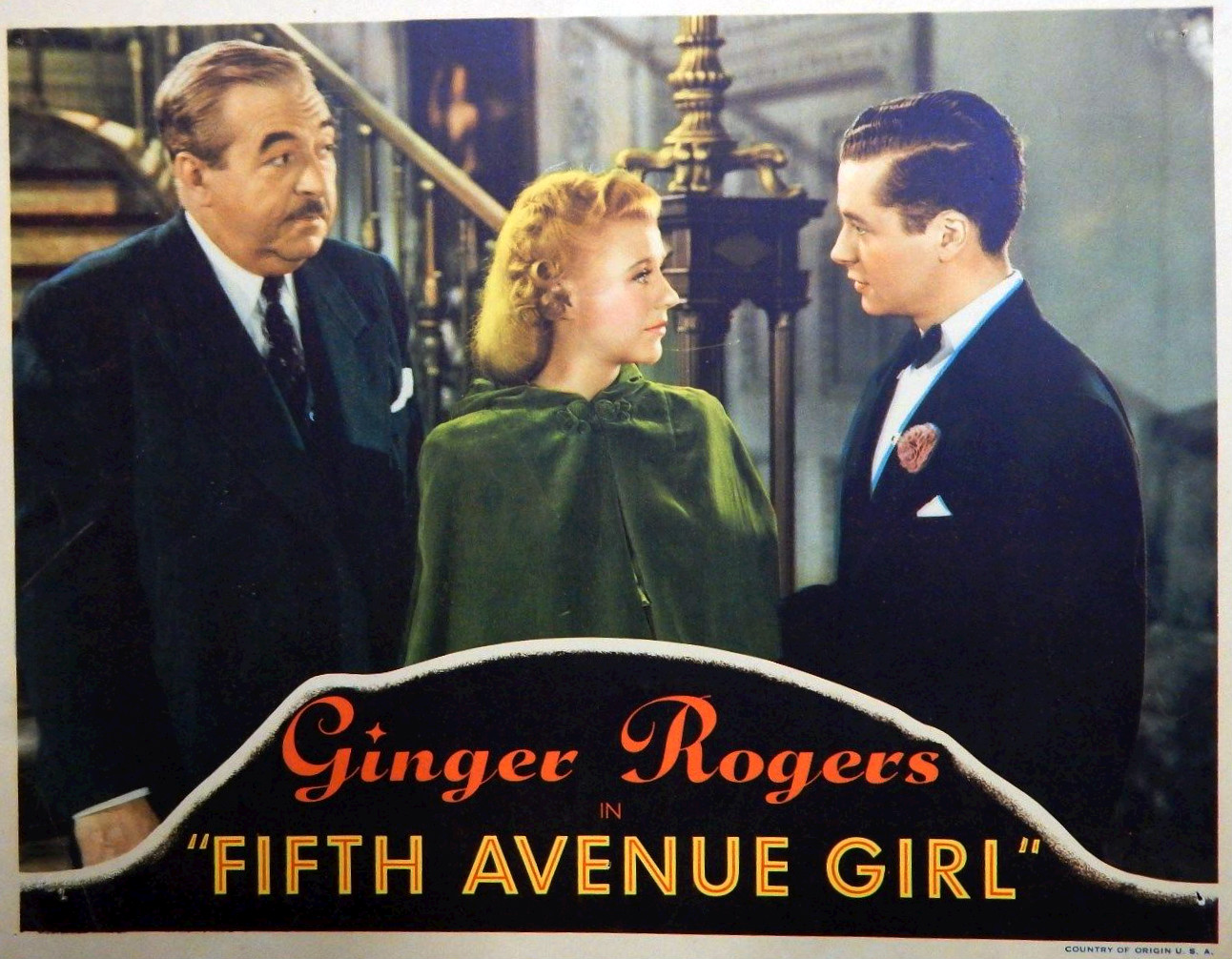
Fifth Avenue Girl (1939) met v.l.n.r. Walter Connelly, Ginger Rogers en Tim Holt

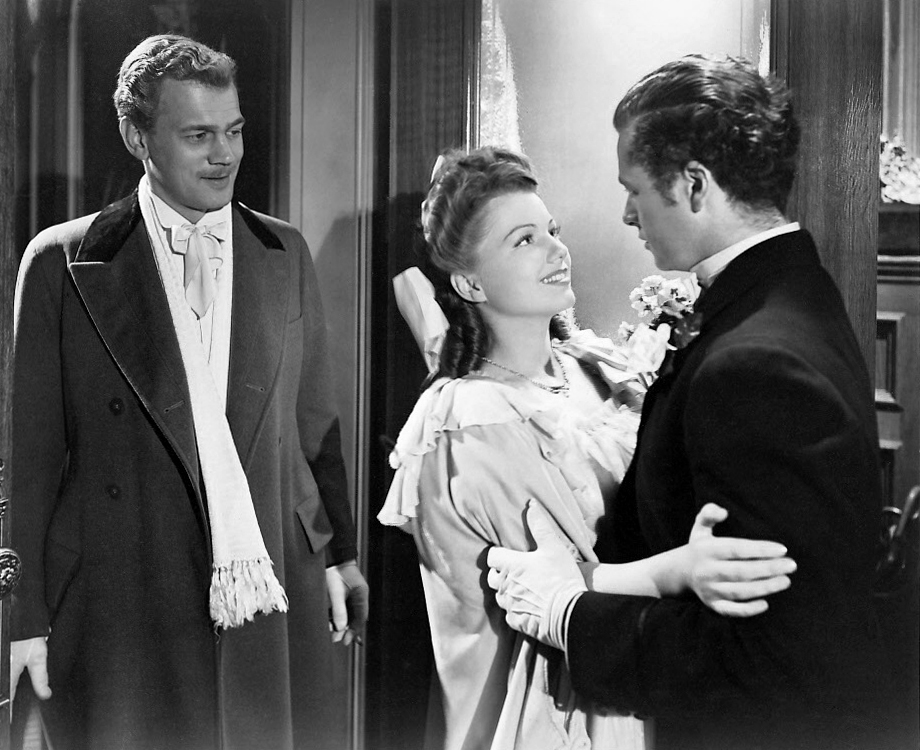
Joseph Cotten, Anne Baxter en Tim Holt in The Magnificent Ambersons (1942)

Hij maakte zijn filmdebuut in 1937 in de Oscargenomineerde film Stella Dallas geproduceerd door Sam Goldwyn. In december 1938 tekende hij een contract bij RKO. Daar speelde hij aanvankelijk vooral in westerns, maar ook in komedies zoals Fifth Avenue Girl naast Ginger Rogers. In 1942 kreeg Holts carrière een stevige duw toen Orson Welles hem castte als hoofdrolspeler in The Magnificent Ambersons. In een interview noemde Orson Welles hem "een van de meest interessante acteurs uit de Amerikaanse filmgeschiedenis".
In 1943 werd hij opgeroepen voor actieve dienst in de Amerikaanse luchtmacht, waar hij bommenrichter was in een B-29 bommenwerper. Hij raakte gewond boven Tokio op de laatste dag van de oorlog en werd onderscheiden met een Purple Heart en het Distinguished Flying Cross.

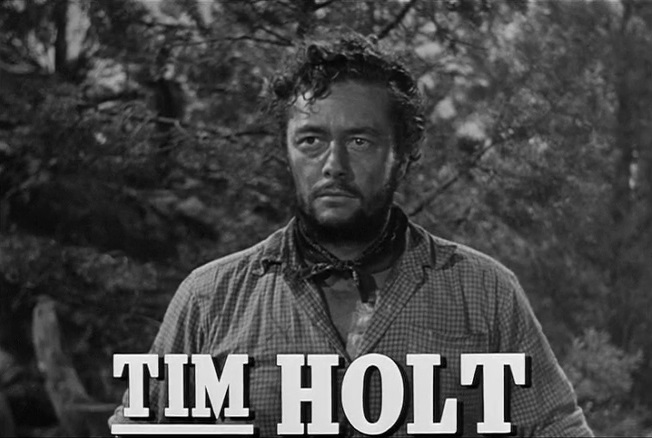
Tim Holt in de trailer van The Treasure of the Sierra Madre (1948)

Na de Tweede Wereldoorlog keerde hij terug naar RKO, waar hij werd uitgeleend aan 20th Century Fox voor een rol naast Henry Fonda in de western My Darling Clementine uit 1946 van John Ford. Hij speelde echter vooral in lowbudgetwesterns van RKO, met een uitschieter in 1948 toen hij werd uitgeleend aan Warner Bros voor een hoofdrol in The Treasure of the Sierra Madre naast Humphrey Bogart. Daarna trok RKO meer budget uit voor Holts westerns maar alhoewel zijn films kwalitatief een stuk beter waren dan andere "B"-westerns uit die tijd, braken ze geen potten. In 1948 was Holt ook het hoofdpersonage in een reeks stripverhalen.
Holt werd vaak geregisseerd door Lesley Selander. Richard Martin speelde zijn hulpje Chito Rafferty in meer dan 25 films. In de loop van de jaren 50 begon de populariteit van het westerngenre te tanen en met de opkomst van de televisie liep bovendien ook het aantal bioscoopbezoekers terug. Beide waren nefast voor de carrière van Holt en zijn films begonnen verlies te maken.
Na een afwezigheid van vijf jaar speelde hij in 1957 de hoofdrol in de horrorfilm, The Monster That Challenged the World. In de daaropvolgende 16 jaar verscheen hij in slechts twee andere films en in een aflevering van The Virginian. Na zijn filmcarrière verhuisde hij naar Oklahoma, waar hij vanaf 1962  als manager voor een radiostation werkte.
Holt trouwde drie keer en kreeg vier kinderen: drie zonen en een dochter. Hij stierf op 15 februari 1973 aan kanker.